# ピーター・ファシネリ
ピーター・ファシネリ（Peter Facinelli、1973年11月26日 - ）は、アメリカ合衆国の俳優。
演技の幅とインパクトの強さで、ハリウッドでも引っ張りだこの俳優である。

## 生い立ち
ニューヨーク市クイーンズ区で生まれ育つ。両親はイタリア系であり、父親のピエリノはウェイター、母親のブルーナは主婦。ニューヨーク大学芸術学部を卒業し、アトランティック・シアター・カンパニーで演技を学んだ。

## 私生活
1996年にテレビ映画『An Unfinished Affair』の現場でジェニー・ガースと出会い第1子を儲け、2001年1月20日に結婚したが、2012年3月に離婚。3人の娘がいる。

## 主な出演作品

### 映画
- 待ちきれなくて… Can't Hardly Wait (1998)
- スーパーノヴァ Supernova (2000)
- サンキュー、ボーイズ Riding in Cars with Boys (2001)
- スコーピオン・キング The Scorpion King (2002)
- インビジブル2 Hollow Man II (2006)
- トワイライト〜初恋〜 Twilight  (2008)
- ニュームーン/トワイライト・サーガ New Moon (2009)
- エクリプス/トワイライト・サーガEclipse(2010)
- トワイライト・サーガ/ブレイキング・ドーン Part1 The Twilight Saga: Breaking Dawn - Part 1 (2011)
- ルーシーズ Loosies Love is not a crime　(2012、主演・制作・脚本)
- トワイライト・サーガ/ブレイキング・ドーン Part2 The Twilight Saga: Breaking Dawn - Part 2 (2012)
- ギャロウズ・ヒル The Damned (2013)
- タイムリミット Freezer (2014)
- ワンダフル!ウエディング 〜結婚できる人できない人〜 The Wilde Wedding (2017)
- 殺し屋 Asher (2018)
- カウントダウン Countdown (2019)

### テレビシリーズ
- ファストレーン Fastlane (2002-2003)
- シックス・フィート・アンダー Six Feet Under (2004-2005)
- ダメージ Damages (2007)
- ナース・ジャッキー Nurse Jackie (2009-2015)
- glee/グリー Glee (2013–2014)
- SUPERGIRL/スーパーガール Supergirl (2015-2016)
- S.W.A.T. S.W.A.T. (2017–2018)
- 私立探偵マグナム Magnum P.I. (2019)